# Segunda División 2017-2018 (Spagna)
La stagione 2017-2018 della Segunda División (detta Liga Adelante per ragioni di sponsorizzazione) è stata l'87ª edizione del campionato di calcio spagnolo di seconda divisione. La stagione regolare è cominciata il 20 agosto 2017. Dopo questa, è prevista una fase di play-off per decidere la terza promozione in Liga, suddivisa in semifinali e finali, che vengono disputate in sfide di andata e ritorno. Al contrario, le quattro retrocessioni in Segunda División B sono tutte dirette e non prevedono spareggi.
L'anno precedente il torneo è stato vinto dal Levante.

## Stagione

### Novità
La stagione precedente ha visto il ritorno in Primera División dopo un solo anno di Levante e Getafe, mentre il Girona ha ottenuto la prima promozione della sua storia. A prendere il loro posto le retrocesse Osasuna, Granada e Sporting Gijón.
Il campionato ha poi decretato la retrocessione in Segunda División B di UCAM Murcia, Maiorca, Elche e Mirandés; dalla terza categoria sono invece tornate l'Albacete e il Barcellona B, insieme alle matricole Leonesa e Lorca.

### Formula
Al torneo partecipano 22 squadre che si sfidano in un girone all'italiana, andata e ritorno contro tutte le altre. Vengono assegnati tre punti per la vittoria, uno per il pareggio e zero per la sconfitta.
Successivamente vengono disputati i play-off, concessi alle squadre che si sono piazzate tra la terza e la sesta posizione al termine della stagione regolare. Quella meglio classificata affronta l'ultima che ha conquistato un posto utile per garantirsi l'accesso alle eliminatorie, mentre la quarta e la quinta si sfidano tra di loro. I vincenti di questi incontri, che vengono stabiliti su match di andata e ritorno, si affrontano nella cosiddetta finale play-off, che determinerà la terza squadra che potrà aver accesso, nella stagione successiva, in Primera División.
A retrocedere sono le ultime quattro squadre classificatesi al termine della stagione regolare; non sono previsti play-out.

## Squadre partecipanti
| Club              | Città                  | Stadio                              | Stagione precedente                        |
| ----------------- | ---------------------- | ----------------------------------- | ------------------------------------------ |
| Albacete          | Albacete               | Estadio Carlos Belmonte             | Promosso ai play-off di Segunda División B |
| Almería           | Almería                | Estadio de los Juegos Mediterráneos | 15º in Segunda División                    |
| Alcorcón          | Alcorcón               | Santo Domingo                       | 18º in Segunda División                    |
| Barcellona B      | Barcellona             | Mini Estadi                         | Promosso ai play-off di Segunda División B |
| Cadice            | Cadice                 | Estadio Ramón de Carranza           | 5º in Segunda División                     |
| Córdoba           | Cordova                | Stadio Nuevo Arcángel               | 11º in Segunda División                    |
| Granada           | Granada                | Estadio Nuevo Los Cármenes          | 20º in Primera División                    |
| Gimnàstic         | Tarragona              | Nou Estadi                          | 4º in Segunda División                     |
| Huesca            | Huesca                 | Estadio El Alcoraz                  | 6º in Segunda División                     |
| Lorca             | Lorca                  | Estadio Francisco Artés Carrasco    | Promosso ai play-off di Segunda División B |
| Leonesa           | León                   | Stadio Reino de León                | Promosso ai play-off di Segunda División B |
| Lugo              | Lugo                   | Anxo Carro                          | 10º in Segunda División                    |
| Numancia          | Soria                  | Los Pajaritos                       | 17º in Segunda División                    |
| Osasuna           | Pamplona               | Estadio Reyno de Navarra            | 19º in Primera División                    |
| Rayo Vallecano    | Madrid                 | Campo de Vallecas                   | 12º in Segunda División                    |
| Real Oviedo       | Oviedo                 | Estadio Carlos Tartiere             | 8º in Segunda División                     |
| Real Valladolid   | Valladolid             | Estadio Municipal José Zorrilla     | 7º in Segunda División                     |
| Reus              | Reus                   | Camp Nou Municipal                  | 9º in Segunda División                     |
| Saragozza         | Saragozza              | La Romareda                         | 16º in Segunda División                    |
| Siviglia Atlético | Siviglia               | Estadio Ciudad Deportiva            | 13º in Segunda División                    |
| Sporting Gijón    | Gijón                  | El Molinón                          | 18º in Primera División                    |
| Tenerife          | Santa Cruz de Tenerife | Heliodoro Rodríguez López           | 4º in Segunda División                     |

## Classifica finale
|  | Pos. | Squadra           | Pt | G  | V  | P  | S  | GF | GS | DR  |
|  | ---- | ----------------- | -- | -- | -- | -- | -- | -- | -- | --- |
|  | 1.   | Rayo Vallecano    | 76 | 42 | 21 | 13 | 8  | 67 | 48 | +19 |
|  | 2.   | Huesca            | 75 | 42 | 21 | 12 | 9  | 61 | 40 | +21 |
|  | 3.   | Real Saragozza    | 71 | 42 | 20 | 11 | 11 | 57 | 44 | +13 |
|  | 4.   | Sporting Gijón    | 71 | 42 | 21 | 8  | 13 | 60 | 40 | +20 |
|  | 5.   | Real Valladolid   | 67 | 42 | 19 | 10 | 13 | 69 | 55 | +14 |
|  | 6.   | Numancia          | 65 | 42 | 18 | 11 | 13 | 52 | 41 | +11 |
|  | 7.   | Real Oviedo       | 65 | 42 | 18 | 11 | 13 | 54 | 48 | +6  |
|  | 8.   | Osasuna           | 64 | 42 | 16 | 16 | 10 | 44 | 34 | +10 |
|  | 9.   | Cadice            | 64 | 42 | 15 | 17 | 10 | 42 | 29 | +13 |
|  | 10.  | Granada           | 61 | 42 | 17 | 10 | 15 | 55 | 50 | +5  |
|  | 11.  | Tenerife          | 59 | 42 | 15 | 14 | 13 | 58 | 50 | +8  |
|  | 12.  | Lugo              | 55 | 42 | 15 | 10 | 17 | 39 | 48 | -9  |
|  | 13.  | Alcorcón          | 52 | 42 | 12 | 16 | 14 | 37 | 42 | -5  |
|  | 14.  | Reus              | 52 | 42 | 12 | 16 | 14 | 31 | 42 | -11 |
|  | 15.  | Gimnàstic         | 52 | 42 | 15 | 7  | 20 | 44 | 50 | -6  |
|  | 16.  | Córdoba           | 51 | 42 | 15 | 6  | 21 | 57 | 65 | -8  |
|  | 17.  | Albacete          | 49 | 42 | 11 | 16 | 15 | 35 | 46 | -11 |
|  | 18.  | Almería           | 48 | 42 | 12 | 12 | 18 | 38 | 45 | -7  |
|  | 19.  | Leonesa           | 48 | 42 | 12 | 14 | 16 | 54 | 67 | -8  |
|  | 20.  | Barcellona B      | 44 | 42 | 10 | 14 | 18 | 46 | 54 | -8  |
|  | 21.  | Lorca             | 33 | 42 | 8  | 9  | 25 | 37 | 68 | -31 |
|  | 22.  | Siviglia Atlético | 32 | 42 | 7  | 11 | 24 | 29 | 60 | -31 |

Legenda:

      Promosse in Primera División 2018-2019
 Qualificate ai play-off promozione
      Retrocesse in Segunda División B 2018-2019
Note:

Tre punti a vittoria, uno a pareggio, zero a sconfitta.
In caso di arrivo di due squadre a pari punti, la graduatoria verrà stilata in base all'ordine dei seguenti criteri:
- Differenza reti negli scontri diretti
- Differenza reti generale
- Reti realizzate in generale

In caso di arrivo di tre o più squadre a pari punti, la graduatoria verrà stilata in base all'ordine dei seguenti criteri:
- Punti negli scontri diretti (classifica avulsa)
- Differenza reti negli scontri diretti
- Differenza reti generale
- Reti realizzate in generale
- Classifica fair-play stilata a inizio stagione

Nel caso un criterio escluda solamente alcune delle squadre, senza quindi determinare l'ordine completo, tali squadre vengono escluse dal criterio successivo, rimanendo così senza possibilità di posizionarsi meglio.

## Play-off

### Tabellone
|  | Semifinali | Semifinali      | Semifinali | Semifinali | Semifinali |  |  | Finale | Finale          | Finale | Finale | Finale |  |
|  |            |                 |            |            |            |  |  |        |                 |        |        |        |  |
|  | 6          | Numancia        | 1          | 2          | 3          |  |  |        |                 |        |        |        |  |
|  | 3          | Real Saragozza  | 1          | 1          | 2          |  |  | 6      | Numancia        | 0      | 1      | 1      |  |
|  | 5          | Real Valladolid | 3          | 2          | 5          |  |  | 5      | Real Valladolid | 3      | 1      | 4      |  |
|  | 4          | Sporting Gijón  | 1          | 1          | 2          |  |  |        |                 |        |        |        |  |

Note:
Incontri di andata e ritorno.
Il vincitore viene determinato in base all'ordine dei seguenti criteri:
- Miglior differenza reti a favore al termine dei tempi regolamentari
- Maggior numero di reti fuori casa al termine dei tempi regolamentari
- Miglior differenza reti a favore al termine dei tempi supplementari
- Maggior numero di reti fuori casa al termine dei tempi supplementari
- Miglior posizione raggiunta in campionato